# サンシャイン計画
サンシャイン計画（サンシャインけいかく）とは、1974年7月に発足した日本の新エネルギー技術研究開発についての長期計画である。

## 概要
1973年に発生した第1次オイルショックを契機に、エネルギー問題とそれに付随する環境問題の抜本的な解決を目指して、1974年、通商産業省工業技術院によって計画された。1992年までに4400億円が投じられた。
1993年からはムーンライト計画（地球環境技術開発計画）と地球環境技術開発計画を統合したニューサンシャイン計画が行われ、環境保全、経済成長、エネルギー需給安定対策のための新エネルギー、省エネルギー技術、環境対策技術推進が計画された。

## 技術開発
2000年まで、石炭の液化、地熱利用、太陽熱発電、水素エネルギーの各技術開発に重点を置かれていた。
特に太陽熱発電については、日照時間の長さから香川県仁尾町（現三豊市仁尾町）に、平面ミラーによるタワー集光型太陽熱発電装置と曲面ミラーと、パラボラミラーによる集光型太陽熱発電装置とが設置された。タワー集光型太陽熱発電装置は、タワー周囲に平面鏡を並べ、太陽の移動に追従して鏡を動かし、タワーの頂部付近に集光する一種の太陽炉で、その熱によって水蒸気を発生してタービンをまわす構造になっていたが、出力が計画値を大幅に下回った（想定降水量を下回ったためにミラーの埃を落せず想定出力を得られなかったとする説がある）ため、結局廃棄された。
高温岩体発電は、1977年に岐阜県焼岳で実験が開始された。
後年1993年、『ニューサンシャイン計画』としてリニューアルするも2000年に終了する。